# Contenido latente
Contenido latente hace referencia según Sigmund Freud, y dentro del contexto psicoanalítico, a un

Conjunto de significaciones a las que conduce el análisis de una producción del inconsciente, especialmente el sueño. Una vez descifrado el sueño no aparece ya como una narración formada por imágenes, sino como una organización de pensamientos, un discurso, expresando uno o varios deseos.